# Tetrosomus reipublicae
Tetrosomus reipublicae là một loài cá biển thuộc chi Tetrosomus trong họ Cá nóc hòm. Loài này được mô tả lần đầu tiên vào năm 1930.

## Từ nguyên
Từ định danh reipublicae trong tiếng Latinh có nghĩa là "cộng hòa; thịnh vượng chung", ở đây đề cập đến Thịnh vượng chung Úc, tên do James Douglas Ogilby đặt cho quần thể loài cá này ở Úc.

## Phân loại
Mối quan hệ giữa T. reipublicae và Tetrosomus concatenatus cần được kiểm tra kỹ lưỡng hơn vì nhiều mẫu vật T. reipublicae được thu thập từ nhiều điểm khác nhau ở Ấn Độ Dương - Thái Bình Dương có sự khác biệt về kiểu hình (có hoặc không có sọc xanh lam trên thân).

## Phạm vi phân bố và môi trường sống
T. reipublicae có phân bố rộng khắp khu vực Ấn Độ Dương - Thái Bình Dương nếu chúng không được xem là đồng nghĩa với T. concatenatus.
T. reipublicae được thu thập ở độ sâu đến ít nhất là 180 m.

## Mô tả
Chiều dài cơ thể lớn nhất được ghi nhận ở T. reipublicae là 30 cm.